# Nokia N8
Nokia N8 là mẫu điện thoại thông minh (smartphone) của Nokia thuộc dòng Nseries. Nó là điện thoại quay phim đầu tiên của Nokia dùng một cỡ cảm biến 1/1.83" trên máy quay 12 Megapixel, và là cái thứ ba được trang bị đèn flash Xeon kể từ mẫu smartphone Nokia 6220 classic ra đời năm 2008 và Nokia N82 ra đời năm 2007. N8 có một màn hình cảm ứng 3,5 inch (89 mm), độ phân giải 640 x 360 pixel, và là điện thoại đầu tiên của Nokia (cũng đồng thời là của thế giới) chạy trên hệ điều hành Symbian^3 với đa màn hình chủ, các khả năng tùy biến, và hỗ trợ cảm ứng đa điểm. Trang bị cổng ra HDMI, âm thanh Dolby Digital Plus, và hỗ trợ Wi-Fi 802.11 b/g/n; N8 cũng là thiết bị đầu tiên sử dụng mạng 3.5G Pentaband.
Nokia N8 sẽ chính thức được bán lẻ tại một số thị trường chọn lọc vào ngày 1-10-2010. Nó cũng đang được bán trực tuyến kể từ ngày 23 tháng 9 trên Nokia Online. Nó cũng được xác nhận rằng giá bán tại Anh là £429 cho một hợp đồng miễn phí SIM ở Nokia Online Store chính thức. Ở Úc, N8 được mong chờ sẽ ra mắt với mức giá chắc chắn là vào khoảng $750. Giá niêm yết ở Mỹ là $549;ở Pháp là €459, ở Ý và Tây Ban Nha là €469, ở Đức là €479 và ở Malaysia là RM 1800.
Để quảng bá cho sự kiện ra mắt Nokia N8 tại thị trường Việt Nam, Nokia phối hợp với Công ty BHD và hãng phim Saiga Films tổ chức chương trình truyền hình thực tế mới nhất, Điện ảnh trong Tầm Tay, sẽ chính thức được khởi động từ ngày 8 tháng 9. Đây là cuộc thi điện ảnh phức hợp bao gồm các hình thức: làm phim bằng điện thoại di động, phim truyền hình thực tế và phim điện ảnh, nhằm tạo điều kiện cho các bạn trẻ yêu thích điện ảnh có cơ hội tiếp cận, trực tiếp tham gia từng công đoạn thực hiện một bộ phim theo ý tưởng riêng của mình. Giải thưởng của cuộc thi bao gồm 100 triệu đồng tiền mặt và 8 điện thoại Nokia N8.

## Lịch sử
Mẫu điện thoại trước đây của dòng Nseries là N97 với màn hình touchscreen đã bị chỉ trích vì firmware có vấn đề. Anssi Vanjoki, Phó tổng giám đốc thị trường của Nokia, cho biết trong một cuộc phỏng vấn rằng giám sát chất lượng phần mềm sẽ tốt hơn so với N97.
N8 sẽ là biết bị đầu tiên của Nokia chạy hệ điều hành Symbian^3. N8 được dự kiến ra mắt trong quý hai năm 2010 nhưng đã được đẩy lùi đến quý ba.
Các điện thoại Nokia trước đây chú trọng khả năng chụp ảnh là N86 8MP, cái mà có cảm biến 8 Megapixel và đã có mặt trên thị trường kể từ tháng 6 năm 2009.
N8 sẽ là điện thoại thứ hai của Nokia có một màn hình touchscreen, sau X6, nhưng là cái đầu tiên có cảm ứng đa điểm.

## Thiết kế

### Kích thước
- Kích thước: 113,5 × 59 × 12,9 mm
- Trọng lượng (có pin): 135 g (4,8 oz)
- Thể tích: 86 cm3 (5,2 in khối)

### Bàn phím và phương thức nhập liệu
- Phím vật lý (Phím menu, Phím nguồn, Phím khóa, Phím âm lượng, Phím chụp hình)
- Hỗ trợ cảm ứng ngón tay khi nhập văn bản và điều khiển giao diện
- Phím số trên màn hình và bàn phím đầy đủ
- Có thể sử dụng bút cảm ứng điện dung
- Nhận diện chữ viết tay cho tiếng Trung

### Màu sắc
- Vỏ nhôm anod
- Hiện có các màu: Trắng bạc, Xám thẵm, Cam, Xanh dương và Xanh lá
- Màu máy có sự khác nhau tùy theo quốc gia

### Màn hình và giao diện người dùng
- Kích thước màn hình: 3,5"
- Độ phân giải: 16:9 nHD (640 × 360 pixel)
- 16,7 triệu màu
- Cảm ứng điện dung với công nghệ Active-matrix OLED (AMOLED)
- Cảm ứng hướng (Gia tốc kế)
- La bàn (Từ kế)
- Cảm ứng tiệm cận
- Cảm biến ánh sáng xung quanh

### Cá nhân hóa
- Có đến 3 màn hình chủ có khả năng tùy biến
- Tiện ích (Widget)
- Chủ đề
- Cấu hình với khả năng tùy chỉnh
- Nhạc chuông: MP3, AAC, eAAC, eAAC+, WMA, AMR-NB, AMR-WB
- Nhạc chuông video
- Biểu tượng chủ đề, ảnh nền, bảo vệ màn hình, nhạc chủ đề
- Có thể thay đổi màu chủ đề

## Phần cứng
- CPU: Bộ xử lý ARM11 680 MHz (Kiến trúc ARMv6)
- GPU: Broadcom BCM2727[14] VideoCore III Multimedia Engine với bộ tăng tốc đồ họa 3D chuyên dụng và hỗ trợ OpenGL-ES 1.1/2.0, 32 M tam giác / giây[15][16]
- Bộ nhớ trong 16 GB
- Khe cấm thẻ nhớ MicroSD, dễ tháo lắp, hỗ trợ tối đa 32 GB
- 256 MB SDRAM

### Quản lý năng lượng
Theo như thông tin chính thức từ Nokia, pin không thể tháo rời hoặc thay thế bởi người sử dụng. Tuy nhiên, có vẻ như là pin có thể được thay thế khá dễ dàng bằng cách tháo bỏ hai ốc vít.
- Pin BL-4D 1200 mAh Li-Ion.
- Thời gian đàm thoại (tối đa):
  - GSM 720 phút
  - WCDMA 350 phút
- Thời gian chờ (tối đa):
  - GSM 390 giờ
  - WCDMA 400 giờ
- Thời gian phát video (H.264 720p, 30 fps, tối đa): 6 giờ (qua HDMI ra TV)
- Thời gian quay video (H.264 720p, 25 fps, tối đa): 3 giờ 20 phút
- Thời gian đàm thoại video (tối đa): 160 phút
- Thời gian nghe nhạc (chế độ ngoại tuyến, tối đa): 50 giờ

### Mạng dữ liệu
- GPRS/EDGE loại B, loại đa khe 33
- HSDPA Cat9, tốc độ tối đa lên tới 10.2 Mbit/s, HSUPA Cat5 2.0 Mbit/s
- WLAN IEEE 802.11 b/g/n
- Hỗ trợ TCP/IP
- Có khả năng hoạt động như modem dữ liệu
- Hỗ trợ đồng bộ hóa danh bạ, lịch và ghi chú với MS Outlook

### Kết nối
- Bluetooth 3.0
- Giắc cắm HDMI mini C
- Giắc cắm sạc 2 mm
- Giắc cắm và sạc microUSB
- Giắc cắm USB 2.0 tốc đố cao (microUSB)
  - USB On-the-Go[19]
- Giắc cắm Nokia AV 3,5 mm
- Radio FM
- Thiết bị truyền tín hiệu FM (thiết bị cá nhân)

### Tần số hoạt động
- Quadband GSM/EDGE 850/900/1800/1900
- Pentaband WCDMA 850/900/1700/1900/2100
- Tự động chuyển đổi giữa các băng tần WCDMA và GSM
- Chế độ trên máy bay

## Phần mềm và Ứng dụng

### Nền tảng phần mềm và giao diện người dùng
N8 sẽ là thiết đầu tiên của Nokia có hệ điều hành Symbian^3. Đồng thời với N8, Symbian^3 được dự kiến ra mắt vào quý hai năm 2010 nhưng bị dời đến quý ba. Symbian^3 hỗ trợ 3 màm hình chủ, mỗi cái có tới 6 widgets mà người dùng có thể tùy chỉnh được. Cũng như các phiên bản cũ hơn của Symbian, xử lý đa nhiệm cũng được hỗ trợ. Anssi Vanjoki, Phó giám độc thị trường của Nokia, cho biết trong một cuộc phỏng vấn rằng giám sát chất lượng sẽ tốt hơn so với N97. Có một sự quan tâm đặc biệt hơn trên giao diện người dùng và điều khiển dành cho người dùng đã dễ dàng hơn với Symbian^3 (chẳng hạn như sự nhất quán giữa các menu, một yếu tố thường bị chỉ trích ở các thiết bị S^1).
Trái với những tin đồn, các thiết bị Nseries có một khả năng được kết hợp mạnh mẽ với nền tảng Symbian, cụ thể là, Symbian^4.
Những phần mềm khác chạy được trên điện thoại này là:
- Java MIDP 2.1
- Qt (framework) 4.6.2, Web Runtime 7.2
  - HTML 4.1
- Cập nhật phần mềm qua vô tuyến (FOTA) và qua internet
- Flash Lite 4.0[24]
- OMA DM 1.2, OMA Client provisioning 1.1

### Ứng dụng
- Ứng dụng chính được xây dựng sẵn: Lịch, Danh bạ, Trình phát nhạc, Internet, Nhắn tin, Chụp ảnh, Ovi Store, Bản đồ, Video, WebTV, Trình biên tập tài liệu Office, Trình biên tập video & ảnh, Thư, Radio[25]
- Ứng dụng trên PC: Nokia Ovi Suite, Nokia Ovi Player

### Quản lý thông tin cá nhân (PIM)
- Thông tin liên lạc chi tiết
- Lịch
- Việc cần làm
- Ghi chú
- Máy ghi âm
- Máy tính
- Đồng hồ

## Liên lạc

### Email và nhắn tin
- Ứng dụng email dễ sử dụng, có hỗ trợ đính kèm hình, video, nhạc và tài liệu .doc, .xls, .ppt, .pdf, .zip
- Hỗ trợ mã HTML cho email
- Ứng dụng email nhất quán cho tất cả dịch vụ mail: Yahoo! mail, Gmail, Windows Live, Hotmail và các dịch POP3/IMAP phổ biến khác, Mail For Exchange, IBM Lotus traveler
- Hiệu chỉnh những tài liệu văn chính yếu
- Tiện tích web widget email nằm trên màn hình chủ
- Hỗ trợ phần mềm chat instant messaging: OVI Chat, Yahoo, AIM, Windows Live, Google Talk, MySpace
- Trình soạn thảo nhất quán MMS/SMS
- Chế độ xem dạng hoại thoại (tượng tự như chat) cho SMS
- Hỗ trợ push mail và cổng mở rộng qua dịch vụ Nokia Messaging qua Email và IM

### Quản lý cuộc gọi
- Danh bạ: cơ sở dữ liệu danh bạ nâng cao hỗ trợ nhiều số điện thoại và e-mail cho mỗi mục với ảnh đại diện cá nhân và video clip
- Tính năng quay số thông minh để tìm số điện thoại nhanh chóng
- Quay số nhanh, quay số bằng giọng nói (loa độc lập) và lệnh thoại
- Nhật ký cuộc gọi đến, cuộc gọi đi và cuộc gọi nhỡ
- Gọi hội nghị
- Loa rảnh tay tích hợp
- Cuộc gọi video

## Chia sẻ & Internet

### Trình duyệt và internet
- Duyệt web trên phiên bản đầy đủ của các trang web
- Duyệt web với điều khiển cảm ứng
- Hỗ trợ các ngôn ngữ đánh dấu: HTML, XHTML MP, WML, CSS
- Hỗ trợ các giao thức: HTTP v1.1, WAP
- Hỗ trợ TCP/IP
- Lược sử trực quan, hỗ trợ HTML JavaScript
- Hỗ trợ Flash Lite 4.0 và Flash PLayer 10.1
- Nokia Mobile Search
- RSS reader
- Hỗ trợ tuyền phát video trực tiếp
- Màn hình chủ nhất quán truy cập đến Facebook và Twitter thông qua ứng Nokia Social của Ovi
- Các profile mạng xã hội xuất hiện trên danh bạ điện thoại
- Tải lên và xem hình ảnh / video / vị trí thông qua ứng dụng Nokia Social của Ovi
- Sự kiện của mạng xã hội hiện lên trong Lịch của điện thoại

## Định vị
- Tích hợp GPS, với chức năng A-GPS
- Định vị cho xe hơi và đi bộ miễn phí với Ovi Maps
- Định vị bằng Wi-Fi
- La bàn và Gia tốc kế hỗ trợ định hướng màn hình chính xác
- Ứng dụng Nokia Map Loader thông qua PC để tải bản đồ lên bộ nhớ của thiết bị. Có thể dùng Nokia Ovi Suite để nhận bản đồ quốc gia mới nhất của Ovi Maps cho N8 (miễn phí)

## Chụp ảnh

### Máy ảnh
- 12 megapixel camera với ống kính quang học Carl Zeiss
- Đènflash Xeon
- Tiêu cự: 5,9 mm (tương đương 28mm trong 35mm với định dạng phim)
- Khẩu độ: f/2.8
- Kính ngắm 16:9 toàn màn hình với các thông số dễ sử dụng trên màn hình cảm ứng
- Cảm biến hình ảnh định dạng quang học rộng 1/1.183"[2]
- Định dạng file ảnh tĩnh: JPEG/Exif
- Zoom lên tới 2x (kỹ thuật số) đối với ảnh tĩnh
- Zoom lên tới 3x (kỹ thuật số) đối với video
- Máy ảnh phụ cho cuộc gọi video (VGA, 640 x 480 pixels)
- Phần mềm nhận dạng khuôn mặt
- Máy ảnh tĩnh điều khiển bằng tay cho chế độ cân bằng trắng, chế độ cảnh, bù sáng, tông màu, kính ngắm khung lưới, độ sắc nét, độ tương phản, kiểm soát flash, độ nhạy sáng (ISO), tự động hẹn giờ, nhận diện khuôn mặt

### Chụp ảnh
- Tự động gắn thẻ theo địa lý (Geotagging) cho ảnh và video
- Ảnh được chụp tự động theo đúng hướng
- Chức năng phóng to trong trình xem ảnh
- Xem ảnh theo nhóm thẻ, tháng, album, bản trình chiếu
- Trình biên tập ảnh
- Chia sẻ trực tuyến thông qua kết nối với các dịch vụ chia sẻ phổ biến

### Khác
- Bộ nhớ trong: 16 GB
- Khe cắm thẻ nhớ microSD, dễ tháo lắp, hỗ trợ tối đa lên đến 32 GB
- Kết nối microUSB tốc độ cao với PC

## Video

### Máy quay
- Máy quay chính
  - Ghi hình trong độ phân giải HD 720p 25 fps với bộ mã hóa (codec) H.264, MPEG-4
  - Cài đặt dành cho phong cảnh, ánh sáng, cân bằng trắng, tông màu.
  - Ghi âm stereo tích hợp khi quay phim (ví dụ ACC 128kbps, 48 kHz) có thêm thuật toán mới để giảm tiếng gió và kiểm soát mức độ ghi hình trong môi trường nhiều tạp âm.
- Camera phụ VGA cho cuộc gọi video

### Chia sẻ và phát video
- Phát video HD 720p trên HD TV qua cáp HDMI
- Âm thanh vòm Dolby Digital Plus khi phát với HDMI & rạp hát tại nhà
- Hỗ trợ tải xuống, truyền phát trực tiếp và tải xuống lũy tiến (phát trước khi quá trình tải hoàn tất)
- Phần mềm chỉnh sửa video
- Truy cập các video được phát gần nhất và dễ dàng phát lại sau khi dừng
- Ứng dụng cho video: bộ sưu tập các video được lưu trữ
- Tiện ích WebTV theo yêu cầu để xem TV truyền phát trực tiếp qua internet tại địa phương và trên thế giới
- Hỗ trợ Flash video
- Hỗ trợ xvid/Divx định dạng video với độ phân giải tối đa 1280×720, mặc dù không được chính thức xác nhận bởi Divx. Theo như người phát ngôn của Nokia thì nó có thể chơi hầu hết các định dạng video[26]
- Duyệt và truyền phát trực tiếp YouTube
- Hỗ trợ cuộc gọi video (dịch vụ mạng WCDMA)
- Video codec và định dạng
  - H.264, MPEG-4, VC-1, Sorenson Spark VGA 15fps, Realvideo 10 QVGA 30fps, Matroska (.mkv)[2]
  - Streaming: H.264, Flash Lite 4, Flash 10 compatibility for video, On2 VP6, Sorenson Spark

## Âm nhạc và Âm thanh

### Tính năng âm nhạc
- Kéo thanh cuộn để duyệt các album trong bộ sưu tập nhạc
- Dịch vụ Comes with Music tại một số thị trường nhất định
- Nokia Music Player
- Ovi Music store
- Music codecs: MP3, WMA, AAC, eAAC, eAAC+, AMR-NB, AMR-WB
  - Bit rate lên đến 320 kbps
- Hỗ trợ Digital rights management (Quản lý bản quyền nội dung số) đối với: Windows Media DRM và OMA DRM 2.0
- Truyền sóng ngắn FM

### Radio
- Radio FM Stereo (87.5–108 MHz/76–90 MHz) với RDS

## Chơi game

### Chơi game
- Sử dụng giao diện người dùng bằng cảm ứng để chơi game
- Bộ xử lý đồ hoạ chuyên dụng với OpenGL 2.0 cho phép xử lý hình ảnh 3D
- Trò chơi Java
- Sử dụng gia tốc kế để chơi game

## Các tính năng thân thiện với môi trường

### Tiết kiệm năng lượng
- Chế độ tiết kiệm điện, cảm biến ánh sáng xung quanh, tính năng nhắc rút phích cắm sạc pin, Sạc pin Di động Nhỏ gọn Nokia hiệu suất cao AC-15

### Vật liệu
- Không có nhựa PVC, không có niken trên bề mặt sản phẩm và không có các hợp chất có brom & clo, triôxit antimon được định nghĩa trong Danh sách Chất Nguy hại của Nokia

### Bao bì
- Sản xuất từ vật liệu tái tạo, 100% có thể tái chế

### Nội dung và dịch vụ sinh thái
- Hướng dẫn sử dụng được in với kích thước nhỏ hơn trong bộ sản phẩm, hướng dẫn sử dụng đầy đủ được cung cấp trong bộ nhớ điện thoại và trên web

Bản đồ để tối ưu hoá lộ trình và định hướng cho người đi bộ

### Tái chế
- Tất cả các vật liệu của thiết bị đều có thể được phục hồi thành vật liệu và năng lượng

### Hướng dẫn sử dụng
- Trợ giúp người dùng tương tác trên thiết bị và trực tuyến, chỉ có Hướng dẫn sử dụng nhanh trong hộp sản phẩm, lời khuyên về sinh thái trên giấy tái chế
  - Lời khuyên về môi trường trên giấy tái chế[27]

## Bộ sản phẩm gồm

### Bộ sản phẩm tiêu chuẩn
- Máy tính di động Nokia N8
- Pin Nokia BL-4D
- Cáp kết nối Nokia CA-179
- Tai nghe Nokia Stereo WH-701
- Sạc pin hiệu suất cao Nokia AC-15
- Cáp điều hợp Nokia cho HDMI CA-156
- Cáp điều hợp Nokia cho USB OTG CA-157
- Bút cảm ứng Nokia SU-36 (đối với một số thị trường nhất định)
- Hướng dẫn sử dụng nhanh

## Phụ kiện

### Các phụ kiện khuyên dùng
- Tai nghe Nokia Bluetooth Stereo BH-905
- Tai nghe Nokia Bluetooth Stereo BH-505
- Tai nghe Nokia Bluetooth BH-608
- Bút cảm ứng Nokia SU-36
- Loa Mini Nokia MD-9

### Phụ kiện tương thích
Sử dụng dịch vụ internet của Nokia hoặc dịch vụ internet bất kỳ bằng thiết bị di động của bạn có thể dẫn đến việc truyền lượng dữ liệu lớn. Nhà cung cấp dịch vụ của bạn có thể tính phí truyền dữ liệu. Khả năng cung ứng của mỗi sản phẩm, dịch vụ và tính năng có thể khác nhau theo vùng.